# Джеймс Шварценбах
Джеймс Шварценбах (5 серпня 1911 — 27 жовтня 1994) — правий швейцарський політик і публіцист. У 1970-х роках він був головою недовготривалого Республіканського руху. Він також був видавцем антикомуністичної  літератури як власник Thomas-Verlag. Він працював у Національній раді з 12 грудня 1967 року по 28 лютого 1979 року, представляючи кантон Цюрих.

## Біографія
Шварценбах народився в Рюшликоні в сім'ї протестантських промисловців і продовжив розвивати видавничу галузь. Він навернувся до римо-католицтва під час навчання в університеті в 1933 році.
У 1934 році, будучи студентом, Шварценбах організував суспільний резонанс з боку своїх однодумців з руху «Національний фронт», коли прокомуністична кабаре-група «Die Pfeffermühle» на вигнанні гастролювала по Швейцарії. У Цюриху кабаре, очолюване Терезою Ґізе, Ерікою Манн і Клаусом Манном, могло виступати лише під охороною поліції. Тітку Джеймса Шварценбаха, Рене Шварценбах-Вілле, підозрювали, що була силою, яка стоїть за безладами. Вона звинуватила Еріку Манн у тому, що вона підлаштувала свою дочку, письменницю Аннемарі Шварценбах яка була близькою подругою родини Манн, проти її власної родини.
1939, у віці 28 років, Шварценбах отримав ступінь доктора історії в Цюрихському університеті. Предметом його дисертації була політика нейтралітету Швейцарії.
Шварценбах був членом Швейцарської національної ради, який представляв національну дію в законодавчих органах між 1967 і 1971 роками. Республіканський рух Шварценбаха виник як розкол національних дій у 1971 році і проіснував до його розпуску в 1989 році.
Шварценбах відомий головним чином своєю ініціативою щодо Überfremdung («надлишок іноземців»), яка була винесена на голосування в червні 1970 року. Референдум мав рекордну явку (75 %), 45 % голосів підтримали пропозицію Шварценбаха. Якщо ця пропозиція буде прийнята, уряд Швейцарії повинен був обмежити кількість іноземних робітників у Швейцарії до 10 %, що означало б депортацію до 300 000 іноземців протягом 4 років. Хоча референдум не був прийнятий, кількість доступних дозволів на роботу була зменшена.  Обурення в Швейцарії того часу було в основному спрямована проти італійських нелегальних мігрантів, чия кількість зросла з 300 000 до понад 1 мільйона під час економічного сплеску після Другої світової війни між 1950 і 1970 роками.
Наприкінці 1970-х років гострота проблеми зменшилася, оскільки із загальмуванням економіки майже стільки ж мігрантів, які були об'єктом ініціативи Шварценбаха, втратили роботу та покинули Швейцарію, знову піднявши голову в середині 1990-х, цього разу спрямовану на Ausländerkriminalität («злочинність іноземців»).. У цей період проти ксенофобських настроїв була спрямована популістська пропаганда Швейцарської народної партії (SVP), коли колишній секретар Шварценбаха Ульріх Шлюер проводив політику свого колишнього роботодавця в рядах SVP.
У свої останні роки Шварценбах також висловлював опозицію проти ЄАВТ або спільного ринку ЄС, а також міжнародних інституцій, таких як ООН.
Джеймс Шварценбах, який також був автором регіональних романів, помер у 83 роки в Санкт-Моріці.

## Оцінка
Буомбергер (2004) стверджував, що ідеологія Шварценбаха є расистською, націоналістичною, ксенофобською та піддана антисемітським і антикомуністичним теоріям змови, і він підкреслив роль Шварценбаха як піонера європейського правого популізму, який, за межами Швейцарії, виріс лише в 1980-х з партіями, такими як французький Національний фронт.

## Публікації
- Шварценбах, Джеймс (1938). Der Dichter zwiespaltigen Lebens, Франсуа Моріак. Benziger & Company, AG. с. 330
- де Куртен, Конт, Ежен; де Куртен, Луї (1944). Джеймс Шварценбах (ред.). Im Kampf гегенов ден Bedrücker: Briefe дер Brüder Eugène унд Луї де Куртен, Obersleutnant унд Гауптман — їм «Schweizer Банер» Aus ден Jahren 1798/99 [міт Frau Ежен де Куртен], herausgegeben фон Джеймс Schwarzenbach [ В боротьбі проти гнобителів: літери від братів Ежена і Луї де Куртена, старшого лейтенанта і капітана в «Швейцарському прапорі» 1798/99 років [з пані Ежен де Куртен], під редакцією Джеймса Шварценбаха ] (нім.). Einsiedeln: Köln, Benziger (Друк фон Бенцігер). OCLC  458953375.
- Шварценбах, Джеймс (1964). Dolch oder Degen: Ein Kaleidoskop unserer Zeit. Verlag «Der Republikaner». с. 380
- Шварценбах, Джеймс (1965). Der Regimentsarzt: Roman aus dem Engadin. Томас. с. 362.
- Шварценбах, Джеймс; Беррі, Пітер Роберт (1967). Прекрасна епоха: Roman der Jahrhundertwende, nach Aufzeichnungen und Manuskripten von Peter Robert Berry, Arzt und Maler. Томас-Верлаг. с. 323.